# Monandrocarpa
Monandrocarpa is een geslacht van zakpijpen (Ascidiacea) uit de familie Styelidae en de orde Stolidobranchia.

## Soorten
- Monandrocarpa abyssa Sanamyan & Sanamyan, 1999
- Monandrocarpa humilis Monniot F., 2009
- Monandrocarpa incubita (Sluiter, 1904)
- Monandrocarpa monotestis (Tokioka, 1953)
- Monandrocarpa plana (Kott, 1973)
- Monandrocarpa simplicigona (Millar, 1975)
- Monandrocarpa stolonifera Monniot C., 1970
- Monandrocarpa tarona (Monniot C. & Monniot F., 1987)
- Monandrocarpa tritonis (Michaelsen, 1904)